# 라반 (성경 인물)

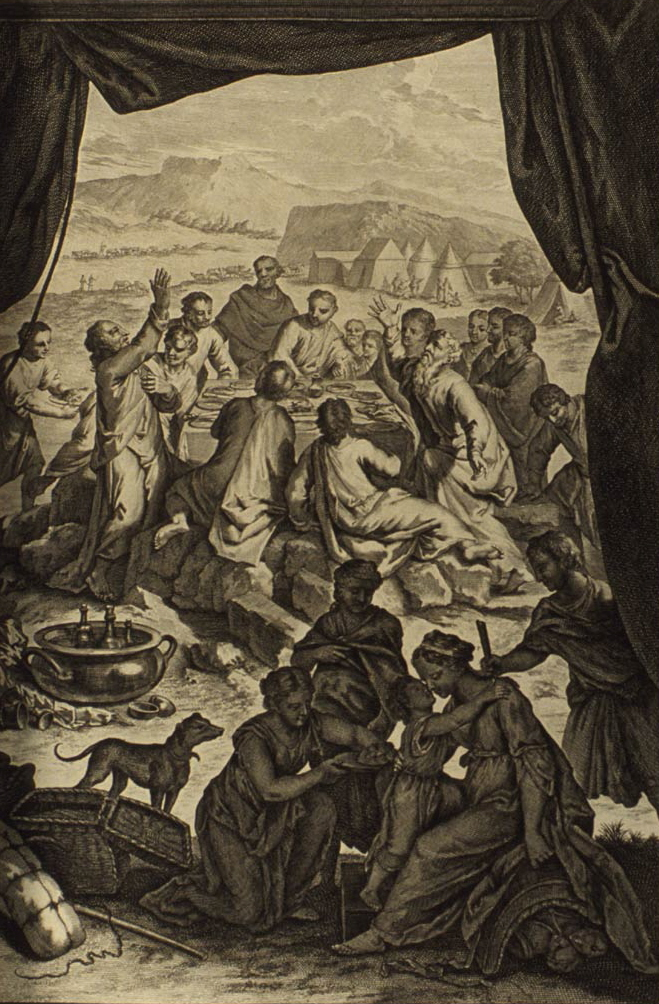
창세기 31:44-54에 따르면, 라반과 야곱은 서로 계약을 맺었다.

라반(아람어: ܠܰܒܰܢ히브리어: לָבָן‎, 현대 히브리어: Lavan, 티베리아 히브리어: Lāḇān, 희다)은 창세기에 등장하는 인물이다. 이사악의 부인 리브가의 오빠이며, 야곱의 삼촌이다. 딸 라헬과 결혼하기 위해 찾아온 야곱을 속여 14년 동안 일을 하도록 한 인물로 전해진다.
메소포타미아 밧단 아람 지역에 거주한 것으로 묘사된다. 야곱의 자식들을 낳은 빌하와 질바에 대해 창세기는 별 말을 하고 있지 않지만, 랍비 문헌에서는 이들 역시 라반의 딸이었다고 적는다.

## 성경에서

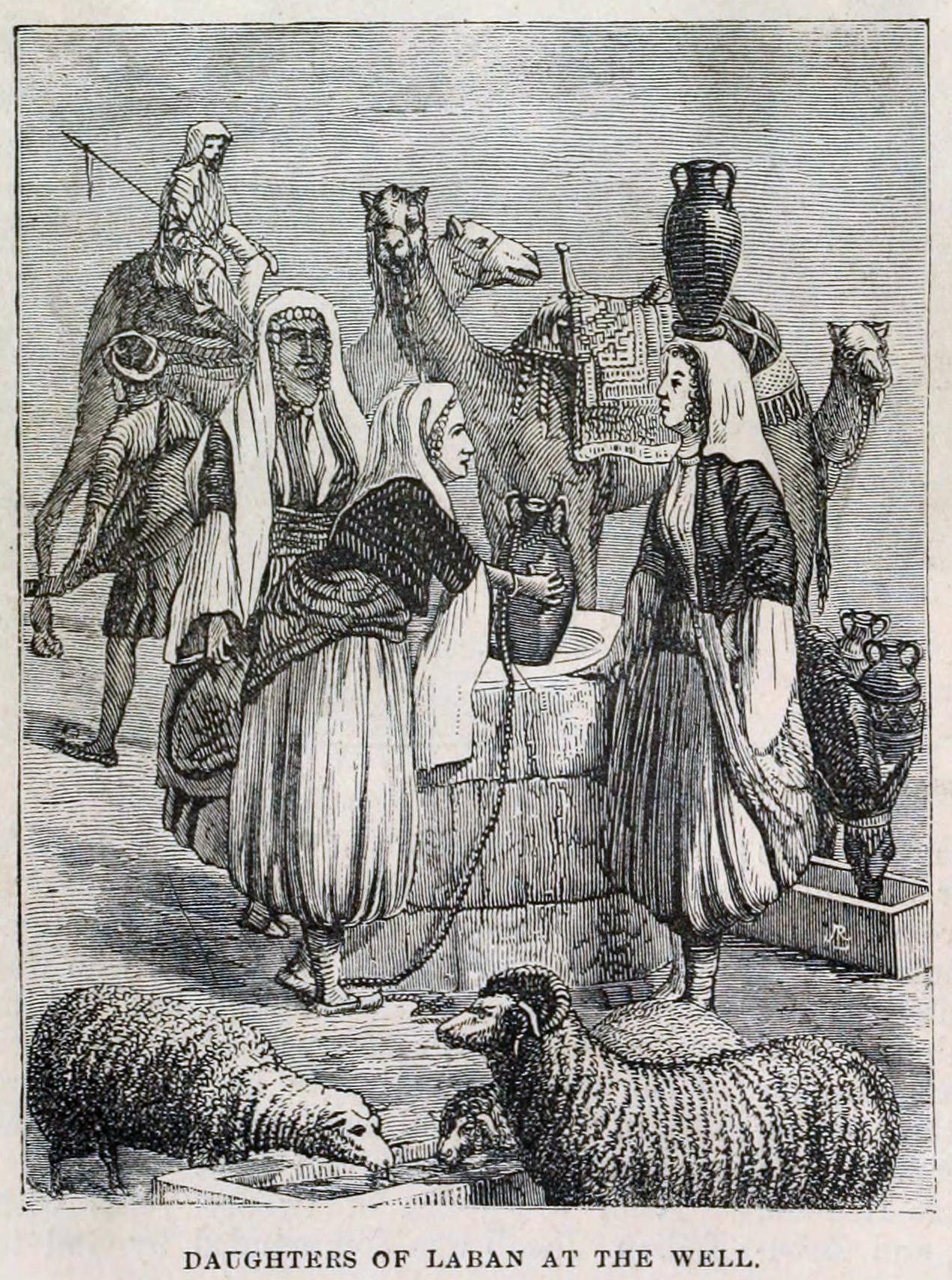
라반의 딸들이 우물가에 모여 있다.

라반은 구약성경의 창세기 24장 29-60절에서 처음 등장한다. 여기서 라반은 브두엘의 아들로, 여동생 리브가의 오빠로 나온다. 아브라함은 아들 이사악을 가나안 여인이 아닌 자신의 친척 중 하나와 결혼시키고자 하였다. 아브라함의 종이 이사악의 부인을 찾아다니던 중 우물가에 서 있는 리브가를 만나고, 리브가는 집으로 뛰어가 가족에게 이 소식을 전한다. 라반과 브두엘은 아브라함의 종을 만나 이야기를 듣고 야훼가 결정한 일은 따라야 한다며 리브가를 시집보낸다. 그로부터 20년 뒤, 리브가는 야곱을 낳는다.
야곱이 장성한 후에 라반에게 간다. 야곱 역시 이사악의 뜻에 따라 가나안 여성이 아닌, 자신의 친족 중 하나랑 결혼을 할 계획이었으며 라반의 딸 중 하나와 결혼하고자 한다. 라반에게는 딸이 둘 있었는데, 큰딸은 레아였고 작은딸은 라헬이었다. 야곱은 라헬의 얼굴이 더 예쁘고 몸매가 더 아름다워서 더 좋아하였다. 그래서 그는 칠 년 동안 라반에게 일을 해드릴 터이니 라헬을 아내로 달라고 청하였다.
라반은 딸을 다른 사람에게 줄 바에는 야곱에게 주는 것이 좋겠다고 하여 이를 허락한다. 7년 뒤 야곱은 라반에게 라헬을 아내로 달라고 하고, 결혼식 날 밤 거사를 치루었는데 다음날 아침 보니 레아였다. 이에 야곱은 라반에게 항의하였는데 라반은 "우리 고장에서는 작은딸을 큰딸보다 먼저 시집 보내는 법이 없네."라며 야곱에게 부탁하였다. 라반은 야곱에게 레아와 일주일을 더 동침할 것을 요구하고, 그 뒤 7년을 다시 일을 해 주면 라헬도 아내로 주겠다고 한다. 야곱은 라반의 요구를 다 이행해, 마침내 라헬도 아내로 거느리게 되었다. 레아와 더불어 몸종 질바를, 라헬과 더불어 몸종 빌하를 얻기도 했다.
야곱이 레아와 라할, 질바와 빌하와 더불어 르우벤에서 요셉까지 열두 아들을 낳은 뒤 라반을 떠나 고향으로 돌려보내줄 것을 간청한다. 야곱은 꾀를 써서 라반이 가진 양과 염소들 중 좋은 종자의 것들을 자신의 몫으로 가져간다. 이후 야곱은 라반의 품을 떠나 도망쳐나온다. 이 때 라헬이 라반의 드라빔을 훔쳐 나오는데, 라반은 쫓아와 드라빔을 돌려달라고 하지만 라헬의 꾀로 돌려받지 못한다. 라반과 야곱은 돌무더기를 세워 라반은 아람어로 여갈사하두다, 야곱은 히브리어로 갈르엣이라 불렀다. 이 돌무더기를 증표삼아 야곱은 라반의 딸들을 구박하거나 버리지 않겠다고 맹세하고, 또한 라반과 야곱은 돌무더기를 건너 서로를 공격하지 못한다는 맹세를 세운다. 갈르엣은 길르앗과 같은 장소로 여겨진다.